# Грушко, Евгений Семёнович
Евгений Семёнович Грушко (1894, Тарнув, Люблинская губерния — 8 ноября 1955, СССР) — сотрудник советских органов государственной безопасности и охраны правопорядка, заместитель начальника Главного управления милиции МВД СССР, комиссар милиции 2-го ранга.

## Биография
Родился в 1894 году в деревне Тарнув (ныне — в гмине Вежбица Хелмского повета, Люблинское воеводство, Польша) в крестьянской семье. Русский. Образование низшее, окончил четырёхклассное училище. Член ВКП(б) с 1920. В Красной Армии с 12 февраля 1918 года, участник трёх войн: Первой Мировой, Гражданской и Великой Отечественной.
До 1915 учился и работал в хозяйстве родителей. Участвовал в Первой Мировой войне. С ноября 1915 писарь, а с ноября 1916 военный чиновник 8-й инженерной дружины 45-го корпуса (Западный фронт). В сентябре 1917 дезертировал, скрывался от военного следствия в городе Орше Могилёвской губернии. С 12 февраля 1918 красногвардеец, одновременно заместитель заведующего транспортным отделением Оршанского комиссариата снабжения и транспорта. С марта 1918 красноармеец, с мая 1918 командир эскадрона, а затем помощник командира кавалерийского полка РККА дислоцированного в городе Орша. С октября 1918 помощник коменданта, а с февраля 1919 квартирмейстер 175-го полка 20-й стрелковой дивизии (город Сызрань Симбирской губернии). С мая 1919 начальник хозяйственной команды 311-го (бывшего 175-го) полка 7-й армии (Петроград). С июля 1919 начальник хозяйственной части 11-го (бывшего 311-го) полка 6-й дивизии на фронте против войск белогвардейского генерала Юденича. С октября 1919 уполномоченный управления 165-й бригады 55-й дивизии (станция Шувалово Петроградской губернии). Участвовал в боях за Петроград.
С мая 1920 на оперативно-чекистской работе в органах ВЧК-ОГПУ: начальник Следственной части Особого отдела 55-й дивизии (Польский фронт), а с ноября 1920 — начальник Секретно-оперативной части Особого отдела 55-й дивизии (Одесса). С июня 1921 начальник Секретно-оперативной части Особого отдела Харьковского губотдела ГПУ, с октября 1921 — особого отделения ГПУ 137-й отдельной Петроградской бригады (Харьков). С декабря 1921 помощник начальника Особого отдела ОГПУ 24-й Самарской дивизии (Гайсин Подольской губернии). С января 1922 начальник агентуры, а с августа 1922 — уполномоченный Информационного отдела 5-го участка пограничного особого отделения (Проскуров Подольской губернии). С марта 1923 уполномоченный пограничного контрольно-пропунскного пункта Одесского порта. С ноября 1923 комендант участка Тираспольского погранотряда ОГПУ в Херсонской губернии. С сентября 1924 по август 1925 слушатель Высшей Пограничной Школы ОГПУ в Москве. С августа 1925 начальником маневренной группы и комендант 5-го Сестрорецкого погранотряда ОГПУ, а с сентября 1926 — уполномоченный 7-го Кингисеппского погранотряда, с 12 октября 1928 — уполномоченный-инспектор Отдела службы Управления погранохраны полпредства ОГПУ по Ленинградском военном округе, с 1 сентября 1930 — помощник начальника 6-го Ораниенбаумского погранотряда ОГПУ по секретно-оперативной части. С июля 1931 помощник командира 22-го полка войск ОГПУ по секретно-оперативной части (Ленинград). С декабря 1931 начальник Ленинградской школы-питомника служебных собак. С марта 1933 командир-военком 43-го полка войск ОГПУ, а затем 155-го полка войск НКВД Ленинградского округа (Повенец Карельской АССР). С февраля 1938 начальник Псковского пограничного отряда войск НКВД.
С 23 апреля 1939 начальник Управления Рабоче-Крестьянской милиции и помощник начальника Управления НКВД по Ленинградской области по милиции. С 1 августа 1942 года начальник Управления милиции, одновременно заместитель, а с июня 1943 1-й заместитель начальника Управления НКВД Ленинградской области. С 18 апреля 1944 года начальник УНКВД/УМВД по Львовской области. С 10 января 1947 года заместитель начальника Главного управления милиции МВД СССР. 7 мая 1949 освобождён от должности с оставлением в распоряжении Управления кадров МВД СССР, а с 4 июня 1949 года был уволен в отставку по болезни.
Умер 8 ноября 1955 года.

### Звания
- Полковник (1937);
- Старший майор милиции (1940);
- Инспектор милиции (1942);
- Комиссар милиции 2-го ранга (1943).

### Награды
- орден Ленина (02.1945);
- орден Красного Знамени (03.11.1944);
- орден Суворова II-й степени (08.03.1944);
- орден Богдана Хмельницкого II-й степени (21.10.1944);
- орден Отечественной войны I-й степени (10.4.1945);
- медаль «XX лет РККА» (22.08.1938);
- медаль «За оборону Ленинграда» (1943);
- другие боевые медали;
- нагрудный знак «Почётный работник ВЧК—ОГПУ» (XV: 20.08.1936);
- нагрудный знак «Заслуженный работник НКВД СССР» (18.02.1946).